# Revson Cordeiro dos Santos
Revson Cordeiro dos Santos, meglio noto come Revson (Cascavel, 20 dicembre 1987), è un ex calciatore brasiliano, di ruolo centrocampista.

## Carriera

### Club
Ha giocato nella massima serie dei campionati portoghese e bulgaro.